# Aztegieta
Aztegieta/Astegieta és una localitat del municipi de Vitòria, al territori històric d'Àlaba, (País Basc). Està enclavat en la Zona Rural Nord-oest de Vitòria.

## Localització
Es troba a una altitud de 504 msnm i és un node de comunicacions entre la península Ibèrica i França, fou un pas important cap a Zuia per Arrato i a Kuartango pels passos de Hueto Arriba.
Està a la Província d'Àlaba i limita al nord amb Andetxa, al sud amb Krispiña, a l'est amb Vitòria i a l'oest amb Estarroa; antigament pertanyia a l'Ajuntament de Foronda i a la Diòcesi de Calahorra. Actualment és pedania de Vitòria, pertany al seu Ajuntament.
Prop d'Azteguieta s'hi trobava Otaza, avui dia desaparegut per les obres de l'Aeroport. Els veïns d'Otaza per la seva proximitat a Aztegieta la freqüentaven molt: els diumenges acudien a l'església com a les festes del poble que se celebren el 8 de setembre de cada any. A Otaza es trobava una llacuna de poca extensió que solia tenir aigua contínuament, excepte en els anys de sequera, a ella acudien els veïns d'Aztegieta a agafar granotes.
Aztegieta, igual que diversos pobles de la planada, es troba a la vora del riu Zadorra, que rega les seves terres com a riu principal. El Zadorra, en relació amb l'extensió de la seva conca, pot considerar-se un riu cabalós, ja que el seu cabal relatiu supera al que presenta l'Ebre en la localitat de Miranda de Ebro a la província de Burgos, amb 1.350 km² i 85 km de longitud.

## Història del llogaret
En 1556 existeixen registres que Aztegieta, com la hi coneixia aleshores, estava habitada per 20 veïns i formaven part del poble quatre beneficiats valorats en 6.000 maravedins, 2 ermites: la de San Martín i 1 confraria.
En 1960 tenia 75 habitants amb 19 edificis. En 1983 107 hab. Els qui es dedicaven a llaurar el camp i a la ramaderia.
En 1025 Aztegieta i 300 llogarets més agrupats en diverses circumscripcions havien de pagar un impost al monestir de San Millán de la Cogolla, pertanyents a la diòcesi de Calahorra. Aquesta imposada havia de ser pagada amb ferro o amb part del seu bestiar.

## Població
| 2000 | 2001 | 2002 | 2003 | 2004 | 2005 | 2006 | 2007 |
| ---- | ---- | ---- | ---- | ---- | ---- | ---- | ---- |
| 263  | 275  | 284  | 281  | 277  | 271  | 277  | 280  |

## Paisatge
En molt poc temps tot el nostre paisatge ha sofert una transformació a causa de la concentració parcelària duta a terme pel servei Nacional d'Extensió Agrària del Ministeri d'Agricultura. No hi ha dubte que la producció és indiscutible però els bells panorames han quedat canviats i reduïts, com el bosc que hi havia on avui està Apaolaza o el que va suposar el pont de la circumval·lació, un mur que divideix i el qual ja no deixa passar per on es vulgui, amb aquest petit prat de les petites fonts, dels quals bones estones hem passat i fins a refrescar-nos en les seves aigües fredes.